# Погост (Березинский район)
Пого́ст (бел. Пагост) — агрогородок в Березинском районе Минской области. Административный центр Погостского сельсовета. Агрогородок расположен в 100 км на восток от г. Минск.

## География

#### Расположение
В 10,6 км на запад от Погоста расположен город Березино.

## История
В к. XVIII в. местечко принадлежало литовскому маршалу Тышкевичу.
До 1923 года местечко входило в состав Игуменского уезда.
Во время Второй мировой войны в местечке действовали отряды белорусских партизан. 8 апреля 1944 г. партизанская бригада под командованием И. 3. Изоха разбила гарнизон противника.
Построенная в 1810 г. Свято-Петропавловская церковь была в 1930-е гг. перестроена в клуб. Во время Второй мировой войны здание церкви сгорело при освобождении деревни от гитлеровских захватчиков.

## Население
637 человек.

## Туристические объекты
В 1905 г. в местечке Погост находились православная церковь св. Петра и Павла, синагога, еврейский молитвенный дом и народная школа.

## Культура
- Музей ГУО "Погостская средняя школа Березинского района"

## Достопримечательность
- Братская могила советских воинов
- Памятники землякам, погибшим в Великой Отечественной войне

## Известные уроженцы и жители
- Жуковский Максим Иванович (1904—1941), один из организаторов и руководителей подполья и партизанского движения на территории Минской области в годы Великой Отечественной войны.

- В 1941 г. в местечке Погост проживал белорусский советский историк и общественный деятель.Всеволод Михайлович Сикорский (1923—1981).

- В детстве в м. Погост жил будущий кандидат философских наук Григорий Матвеевич (Мордухович) Гринберг, уроженец г. Березино[6].